# 도방통자유꼬리박쥐
도방통자유꼬리박쥐(Myopterus daubentonii)는 큰귀박쥐과에 속하는 박쥐의 일종이다. 중앙아프리카공화국과 콩고민주공화국, 코트디부아르 그리고 세네갈에서 발견된다. 자연 서식지는 아열대 또는 열대 기후 지역의 건조림과 건조 사바나 지역이다. 서식지 감소로 멸종 위협을 받고 있다.